# 肃州 (隋朝)
肃州，隋朝时始置，辖区在今甘肃省境内。今甘肃省酒泉市肃州区由此得名。
隋文帝仁寿二年（602年）设置肃州，治所在福禄县（今甘肃省酒泉市）。大业初废，改为酒泉郡。唐朝武德二年（619年），甘州的福禄县、瓜州的玉门县置设肃州。曾改名酒泉郡。土贡：麸金、野马革、苁蓉、柏脉根。户二千二百三十，口八千四百七十六。有酒泉、威远二守捉城。下领三县：酒泉县、福禄县、玉门县。管理今甘肃省疏勒河以东、高台县以西的地区。
8世纪后期到9世纪中叶肃州归属吐蕃。之后为归义军和甘州回鹘的交界处。11世纪中叶归属西夏。又称蕃和郡。元朝设置肃州路，明朝改为肃州卫。清朝雍正七年（1729年），升为肃州直隶州。管辖今天甘肃省酒泉市、金塔县、高台县、嘉峪关市。民国初年，全国废府州厅改县，于1913年废除肃州，改本州为酒泉县。
唐朝肃州刺史
- 公孙武达（629年）
- 史藏（贞观年间）
- 韦待价（673年）
- 王方翼（仪凤调露年间）
- 王本立（687年）
- 刘玄意（693年）
- 柳存业（武周时）
- 李释子（706年）
- 汤嘉惠（710年）
- 韩某（天宝年间，酒泉郡太守）
- 史继先（天宝年间，酒泉郡太守）
- 刘臣璧（759年—763年）
- 王崇正（765年）
- 杨颙（766年）[1]